# 李文宜

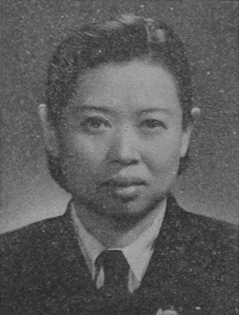
李文宜近照

李文宜（1903年2月—1997年5月9日），原名李哲时，女，湖北武汉人，中国政治人物，中国共产党早期领导人罗亦农之妻。
李文宜是第一至三届全国人大代表，第一、三、四、八届全国政协委员，第五至七届全国政协常委。

## 生平
李文宜早年毕业于湖北省立女子学校、莫斯科中山大学、上海新华艺术专科学校。1926年加入中国共产党与中国国民党，并出任国民党湖北省党部妇女部部长。第一次国共合作失败后，被国民党通辑。1943年加入中国民主同盟，1945年任民盟中央委员、中央妇女委员会副主任、组织委员会委员。
中华人民共和国成立后，又先后当选民盟中央常委、中央副主席，并任副秘书长、组织部长、监察委员会副主任等职。她还曾任全国妇联常委、副主席。